# Kleopatra av Pontus
Kleopatra av Pontus, född 110, död efter 58 f.Kr, var drottning av Armenien, gift med kung Tigranes II av Armenien. 
Kleopatra var dotter till Mithridates VI Eupator och Laodike av Pontus. Hon gifte sig med Tigranes år 94 f.Kr för att besegla alliansen mellan Pontus och Armenien. Kleopatra kom att spela en viktig roll som drottning. Efter slaget vid Artaxata 68 f.Kr förändrade maken sin politik och slöt förbund med Rom. Kleopatra övertalade då på inrådan av sin far sina söner att göra uppror mot Tigranes. Hennes son prins Tigranes tillfångatogs år 66 av romarna: han lyckades fly år 58 och gjorde då uppror mot fadern tillsammans med sin bror Zariadres. Bröderna misslyckades, tillfångatogs av sin far och avrättades. Kleopatra själv lyckades fly hem till sin far i Pontus, där hon tillbringade resten av sitt liv. 
Barn
1. Zariadres
2. Artavasdes II av Armenien
3. Tigranes
4. Okänt namn, gift med kung Pacorus I av Parthien
5. Okänt namn, gift med kung Mithridates I av Media Atropatene